# Orthocis perrisi
Orthocis perrisi es una especie de coleóptero de la familia Ciidae.

## Distribución geográfica
Habita en Europa y el Cáucaso.